# Llao
Llao est, dans la mythologie amérindienne des Klamaths, le dieu du monde souterrain, ayant pour demeure le mont Mazama.
Une bataille contre son grand rival Skell, le dieu du ciel hôte du mont Shasta, serait responsable de l'effondrement de la caldeira et de la formation du Crater Lake.